# Clément Bétouigt-Suire
Clément Bétouigt-Suire, né le 31 janvier 1998, est un coureur cycliste français.

## Biographie
Il est issu d'une famille de cyclistes, son grand-père Jacques Suire a participé deux fois aux Jeux olympiques dans les années 1960,.
Espoir du cyclisme français, il est victime d'un burn-out en 2017. Il se dit « dégouté » du vélo et quitte l'équipe Sunweb Development en cours d'année.

## Palmarès sur route
- 2013
  - Champion d'Aquitaine sur route cadets
- 2014
  -  Champion de France sur route cadets
  - Champion d'Aquitaine sur route cadets
  - Classement final du Trophée Madiot
- 2015
  - 2e étape de la Ster van Zuid-Limburg
  - 3e étape du Trophée Centre Morbihan
  - 3e étape du Trofeo Karlsberg
  -  Médaillé d'argent du championnat du monde sur route juniors
  - 3e du Trofeo Karlsberg
- 2016
  - 1re étape du Tour de l'Abitibi
  - 2e de Kuurne-Bruxelles-Kuurne juniors
  - 2e du Grand Prix Tania de Jonge

## Palmarès sur piste

### Championnats de France
- 2013
  - 2e de l'américaine cadets (avec Tristan Sélivert)
- 2014
  - 2e de la poursuite cadets
  - 2e de l'américaine cadets (avec Ludovic Suire)
- 2015
  -  Champion de France de poursuite par équipes juniors (avec Romain Neboit, Johan Delalaire et Clément Delayen)
- 2016
  -  Champion de France de la course aux points juniors
  -  Champion de France de l'américaine juniors (avec Ludovic Suire)
  - 3e de la vitesse juniors

## Récompenses
- Vélo d'or cadets : 2013 et 2014